# Ludwig Siebert

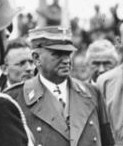
Ludwig Siebert 1938

Ludwig Siebert (ur. 17 października 1874 w Ludwigshafen, zm. 1 listopada 1942 w Prien am Chiemsee) – polityk nazistowski, 1908-1919 burmistrz Rothenburga, 1919-1933 nadburmistrz Lindau. 12 kwietnia 1933 mianowany premierem Bawarii, od 1936 także krajowy minister finansów.